# 에이드리언 실러

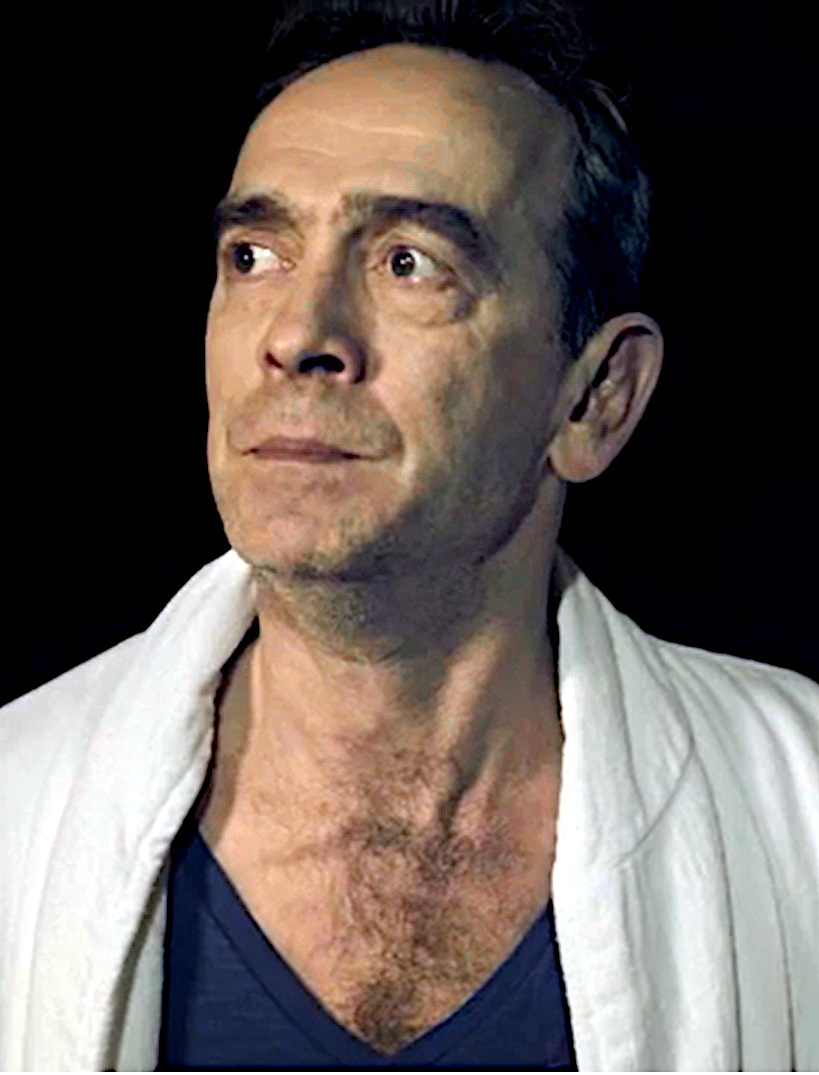
Adrian Schiller (2013)

에이드리언 실러(영어: Adrian Schiller, 1964년 2월 21일 ~ 2024년 4월 3일)는 영국의 배우이다.

## 방송
- 더 바이블

## 영화
- 더 머시 (2018년)
- 미녀와 야수 (2017년) - 무슈 다르케 역
- 더 큐어 (2017년) - 부국장 역
- 리메인더 (2016년)
- 레시듀 (2015년)
- 서프레제트 (영화) (2015년)
- 대니쉬 걸 (2015년) - 래스무슨 역
- 블루밍 러브 (2014년)
- 선 오브 갓 (2014년) - 가야바 역
- 더 바이블 (2013년)
- 판타스틱 우체국 (2010년)
- 브라이튼 록 (2010년)
- 인퍼들 (2010년)
- 와일드 타겟 (2010년) - 포저 역
- 브라이트 스타 (2009년)
- 굿 (2008년)
- 모세의 십계 (2006년)
- RKO 281 (1999년)